# This Will Destroy You
This Will Destroy You (TWDY) war eine Post-Rock-Band aus San Marcos, Texas, die von 2005 bis 2024 bestand. Ihr Stil zeichnet sich durch anfangs meist ruhige, harmonische und breitgefächerte Instrumental-Arrangements aus. Im Verlauf des jeweiligen Titels werden die Kompositionen langsam gesteigert und nehmen an Komplexität, Dissonanz und Härte deutlich zu. Vergleichbare Künstler sind Explosions in the Sky und Godspeed You! Black Emperor.

## Geschichte
Die Band wurde 2005 gegründet und veröffentlichte mit Young Mountain 2006 ihre erste EP. Ursprünglich als Demoaufnahme zum Verkauf auf Live-Shows geplant, erregte sie die Aufmerksamkeit des Plattenlabels Magic Bullet Records, das sie, begleitet von positiven Rezensionen, schließlich publizierte.
Das selbstbetitelte Debütalbum This Will Destroy You erschien am 29. Januar 2008. Ein Jahr später wurde die Split-EP Field Studies veröffentlicht, auf der sich neben den beiden eigenen Titeln Brutalism and the Worship of the Machine und Freedom Blade auch Lieder der Band Lymbyc Systym befinden. 2010 erschien eine zweite EP unter dem Titel Moving on the Edges of Things. Die Aufnahmen des darauf folgenden zweiten Studioalbums Tunnel Blanket wurden nach Angaben der Band am 12. Februar 2010 abgeschlossen. Das Album erschien am 9. Mai 2011 in Europa über Monotreme Records sowie am 10. Mai 2011 im Rest der Welt unter den beiden Labels Suicide Squeeze Records und Hobbledehoy Record Co (Australien und Neuseeland).
Am 29. Oktober 2013 veröffentlichten This Will Destroy You ihr erstes Live-Album Live in Reykjavik, Iceland, welches in der isländischen Hauptstadt Reykjavík aufgenommen wurde.
Nachdem die Band am 23. Juni 2014 ihr drittes Album Another Language, gemeinsam mit der Veröffentlichung der Single Dustism, ankündigte, erschien dieses am 12. September desselben Jahres über Suicide Squeeze Records. Die zweite Single-Veröffentlichung aus Another Language war Invitation. Ab dem 8. September 2014 war das Album bereits als Stream bei Pitchfork verfügbar.
Am 1. Juni 2016 gab die Band den Austritt von Alex Bhore und Donovan Jones bekannt. Bis August 2020 bestand die Band damit nur noch aus zwei Mitgliedern.
Im August 2024 gaben die verbliebenen Kernmitglieder Jeremy Galindo und Christopher King nach zwei gemeinsamen Jahrzehnten bekannt, sich zu trennen. Beide würden aber den Bandnamen This Will Destroy You zumindest vorübergehend beibehalten und mit zwei verschiedenen Besetzungen unter dem bekannten Namen weltweit touren. Neue Musik soll aber offenbar unter verschiedenen Projektnamen veröffentlicht werden.

## Rezeption
- Der Track There are Some Remedies Worse than the Disease ist im Trailer zu dem Film Die Entführung der U-Bahn Pelham 123 (2009) zu hören.
- Burial on the Presidio Banks aus dem selbstbetitelten Album untermalt die letzte Szene von CSI:-Miami-Episode Nr. 160 Ärger im Gepäck.
- The Mighty Rio Grande ist im Trailer zu dem Film Moneyball (2011) und an mehreren Stellen im Film selbst zu hören.
- Villa Del Refugio war Teil einer Szene in dem 2013 erschienenen Film World War Z.
- Killed the Lord Left for the New World aus dem Album Tunnel Blanket untermalt den Abspann des Doc-Films Pfarrer (2014).

## Diskografie

### Alben
- This Will Destroy You (2008)
- Tunnel Blanket (2011)
- Another Language (2014)
- New Others Part One (2018)
- New Others Part Two (2018)
- Vespertine (2020)

### EPs
- Young Mountain (2006)
- Moving on the Edges of Things (2010)

### Singles
- Communal Blood (2010)
- Black Dunes (2011)
- Their Celebrations (2013)
- Dustism (2014)
- Invitation (2014)

### Splits
- Field Studies (2009), mit Lymbyc Systym

### Live-Alben
- Live in Reykjavik, Iceland (2013)